# مارك ريان
مارك ريان (بالإنجليزية: Marc Ryan) مواليد 14 أكتوبر 1982 في نيوزيلندا، هو دراج نيوزلندي. شارك في دورة الألعاب الأولمبية الصيفية وفاز بميدالية أولمبية.

## الميداليات
| الميدالية | المسابقة                       |
| --------- | ------------------------------ |
| برونزية   | الألعاب الأولمبية الصيفية 2008 |
| برونزية   | الألعاب الأولمبية الصيفية 2012 |
| برونزية   | دورة ألعاب الكومنولث 2006      |

## روابط خارجية
- مارك ريان على موقع الاتحاد الدولي للدراجات (الإنجليزية)
- مارك ريان على موقع أرشيف الدراجات (الإنجليزية)
- مارك ريان على موقع إحصائيات الدراجات الإحترافية (الإنجليزية)
- مارك ريان على موقع نسبة الدراجات (الإنجليزية)
- مارك ريان على موقع CycleBase (الإنجليزية)
- مارك ريان على موقع اللجنة الأولمبية الدولية (الإنجليزية)
- مارك ريان على موقع أوليمبيديا (الإنجليزية)
- مارك ريان على موقع اللجنة الأولمبية النيوزيلندية (الإنجليزية)
- مارك ريان على موقع اتحاد ألعاب الكومنولث (مؤرشف) (الإنجليزية)